# Charles Bachman
Charles Willian Bachman (Manhattan, 11 de dezembro de 1924 – Lexington, 13 de julho de 2017) foi um informático estadunidense.
Especialista em banco de dados, recebeu o Prêmio Turing de 1973, por "sua contribuição fundamental à tecnologia de banco de dados".

## Biografia
Charles Bachman nasceu em Manhattan, Kansas, em 1924, enquanto seu pai Charlie Bachman, era o principal treinador de futebol americano na Kansas State University.  Bachman frequentou o ensino médio em East Lansing, Michigan, antes de se alistar na artilharia anti-aérea do exército americano durante a Segunda Guerra Mundial.  Ao longo da guerra, ele passou dois anos no Southwest Pacific Theater, de março de 1944 até fevereiro de 1946 na Nova Guiné, Austrália e nas Filipinas. Foi lá onde ele primeiramente teve contato com computadores empregados na mira e disparo de armas. Após ser dispensado do serviço militar, ele frequentou a Michigan State College e se formou em 1948, com título de bacharel em engenharia mecânica. Em 1950, ele obteve título de mestre em Engenharia Mecânica pela Universidade da Pensilvânia. Durante esse mesmo período, ele frequentou a Wharton School of Business, também na Universidade da Pensilvânia, completando três quartos dos requerimentos para um MBA.
Bachman passou toda a sua carreira praticando engenharia de software. Inicialmente, trabalhou em 1950 na Dow Chemical, em Midland, Michigan, subindo à posição de gerente de processamento de dados antes de deixar a empresa, em 1960, para fazer parte da General Electric, onde desenvolveu o Integrated Data Store (IDS), um dos primeiros sistemas de gerenciamento de banco de dados.

## Publicações selecionadas
- 1962. "Precedence Diagrams: The Key to Production Planning, Scheduling and Control." In: ProCo Features. Supplement No 24, August 24. .
- 1965. "Integrated Data Store." in: DPMA Quarterly, January 1965.
- 1969. "Software for Random Access Processing." in: Datamation April 1965.
- 1969. "Data Structure Diagrams." in: DataBase: A Quarterly Newsletter of SIGBDP. vol. 1, no. 2, Summer 1969.
- 1972. "Architecture Definition Technique: Its Objectives, Theory, Process, Facilities, and Practice." co-authored with J. Bouvard. in: Data Description, Access and Control: Proceedings of the 1972 ACM-SIGFIDET Workshop, November 29-December 1, 1972.
- 1972. "The Evolution of Storage Structures." In: Communications of the ACM vol. 15, no. 7, July 1972.
- 1972-73. "Set Concept for Data Structure." In: Encyclopedia of Computer Science, 1972-1973.
- 1973. "The Programmer as Navigator." In: Communications of the ACM vol. 16, no. 11, November 1973.
- 1974. "Implementation Techniques for Data Structure Sets." In: Data Base Management Systems, 1974.
- 1977. "Why Restrict the Modeling Capability of Codasyl Data Structure Sets?" In: National Computer Conference vol. 46, 1977.
- 1978. "Commentary on the CODASYL Systems Committee's Interim Report on Distributed Database Technology." National Computer Conference vol. 47, 1978.
- 1978. "DDP Will Be Infinitely Affected, So Managers Beware!" in: DM, March 1978.
- 1980. "The Impact of Structured Data Throughout Computer-Based Information Systems." In: Information Processing 80, 1980.
- 1980. "The Role Data Model Approach to Data Structures." In; International Conference on Data Bases, March 24, 1980.
- 1982. "Toward a More Complete Reference Model of Computer-Based Information Systems." Co-authored with Ronald G. Ross. In: Computers and Standards 1, 1982.
- 1983. "The Structuring Capabilities of the Molecular Data Model." In; Entity-Relationship Approach to Software Engineering. C. G. Davis, S. Jajodia, and R. T. Yeh. eds. June 1983.
- 1987. "A Case for Adaptable Programming." In: Logic vol. 2, no. 1, Spring 1987.
- 1989. "A Personal Chronicle: Creating Better Information Systems, with Some Guiding Principles." In: IEEE Transactions on Knowledge and Data Engineering vol. 1, no. 1, March 1989.